# Achelia deodata
Achelia deodata là một loài nhện biển trong họ Ammotheidae. Loài này thuộc chi Achelia. Achelia deodata được miêu tả khoa học năm 1990 bởi Muller.